# Альянс маршевых оркестров Западной Шотландии
Альянс маршевых оркестров Западной Шотландии (англ. West of Scotland Band Alliance) — старейшая организация музыкальных оркестров, участвующих в общественных мероприятиях ирландских националистов и республиканцев. Альянс образован в 1979 году и отвечает за музыкальное сопровождение шествий, демонстраций и памятных мероприятий, организуемых ирландскими националистами. Поддерживает Движение за суверенитет 32 графств — политическое крыло ныне действующей Ирландской республиканской армии. В настоящее время в него входят два постоянных члена — Паркхедский республиканский флейт-оркестр (англ. Parkhead Republican Flute Band) из Глазго и Отдельный флейт-оркестр «Erin Go Bragh» (англ. Erin Go Bragh Independent Flute Band) из Гамильтона.
Альянс маршевых оркестров утверждает, что является независимой организацией, поддерживающей соблюдение Белфастского соглашения, однако это утверждение ставится под вопрос по причине многочисленных антибританских лозунгов и знамён на мероприятиях. Исследователи утверждают — это одна из крупнейших маршевых группировок Великобритании, поддерживающей объединение Ирландии (второй является Республиканский флейт-оркестр Джеймса Ларкина из Ливерпуля).

## История
В октябре 1979 года в восточной части Глазго состоялась встреча между тремя флейт-оркестрами города: республиканские флейт-оркестры имени Джеймса Коннолли, Билли Райда и Кевина Барри. Члены оркестров обсуждали драку, произошедшую 21 апреля на Виктории-Роуд в Глазго, когда республиканцы устроили марш в поддержку Одеяльного протеста. На марше их атаковали ольстерские лоялисты, несколько музыкантов пострадали.
После событий того дня было принято решение о скорейшем объединении всех республиканцев Ирландии в единое движение. Так был образован Альянс маршевых оркестров Западной Шотландии, и только его комитет принимал решения о проведении дальнейших маршей и парадов. К середине 1980-х годов, когда Альянс был на пике могущества, в его составе было 18 оркестров. Организация поддерживала боевика ИРА Майкла Диксона, который устроил обстрел казарм Оснабрюка, и в настоящий момент является единственной проирландской организацией в Шотландии.